# Göte Carlid
Göte Carlid, född 26 december 1920 i Sandviken, död 30 juni 1953 i Sundbyberg, var en svensk tonsättare, bibliotekarie och lärdomshistoriker.
Carlid växte upp i Visby och Örebro, studerade vid Uppsala universitet och blev fil. lic. 1950. Han var stadsbibliotekarie i Enköping 1946–1948 och i Sollentuna 1948–1950. Därefter ägnade han sig helt åt komponerande. Som musiker var Carlid självlärd. Carlid var medlem av Måndagsgruppen på 1940-talet.

## Verk
- Triad for alto saxophone and piano. Stockholm: Edition Suecia. 1985. Libris 660002
- Orgelstycke (1951). Stockholm: Ed. Suecia. 1964. Libris 9599505
- (på franska) Hymnes à la beauté pour choeur avec orchestre. [Stockholm]: Ed. Suecia. 1951. Libris 8252875
- Eine kleine Teemusik (1949) För flöjt, två klarinetter och cello. [s.l.]. 1949. Libris 3380744
- Mässa för stråkar Mass for strings. Svensk musik. 1949. Libris 9607551
- Quartetto elegiaco op. 2. Svensk musik. 1948. Libris 9607594
- Ur Dithyramb för en röst och violoncell. Stockholm: Svensk musik. 1944. Libris 9607544
- Smärre pianostycken, op. 1 (1951). Stockholm: [Svensk musik]. Libris 9637445